# Matija Zvekanović
Matiša Zvekanović (=Matija; ur. 17 lutego 1913 w Suboticy, zm. 24 kwietnia 1991) – chorwacki duchowny rzymskokatolicki, administrator apostolski Jugosłowiańskiej Baczki i biskup suboticki.

## Biografia
29 czerwca 1937 otrzymał święcenia prezbiteriatu i został kapłanem administratury apostolskiej Jugosłowiańskiej Baczki.
13 listopada 1955 papież Pius XII mianował go biskupem tytularnym Burcy. 25 lutego 1956 przyjął sakrę biskupią z rąk arcybiskupa belgradzkiego Josipa Antuna Ujčića. Współkonsekratorami byli koadiutor arcybiskupa zagrzebskiego Franjo Šeper oraz biskup pomocniczy Đakovo-Syrmii Stjepan Bäuerlein.
W 1958, po śmierci poprzednika, został administratorem apostolskim Jugosłowiańskiej Baczki. Doprowadził do odrodzenia administratury, która borykała się z problemem braku kapłanów po wyjeździe po II wojnie światowej większości księży narodowości węgierskiej i niemieckiej. Odnowił katedrę w Suboticy. Erygował seminarium duchowne.
Jako ojciec soborowy wziął udział w soborze watykańskim II. 8 lutego 1968 administratura apostolska Jugosłowiańskiej Baczki została podniesiona do rangi diecezji. Tym samym bp Zvekanović został biskupem subotickim.
25 kwietnia 1989, rok po osiągnięciu wieku emerytalnego, przeszedł na emeryturę.